# Vámpírok bálja (film)
A Vámpírok bálja (eredeti cím: The Fearless Vampire Killers) 1967-ben bemutatott színes, angol–amerikai horrorparódia. A lengyel Roman Polański alkotása számos egyéb címen is futott, közülük a legmeglepőbb: The Fearless Vampire Killers or: Pardon Me, But Your Teeth Are in My Neck (A rettenthetetlen vámpírölők, avagy: Elnézést, de a fogai a nyakamba mélyednek). A film eleinte nem volt nagy siker az Egyesült Államokban, ami talán annak is betudható, hogy a rendező nagy megdöbbenésére egy erősen megcsonkított és átszerkesztett változat jelent meg a mozikban. Közel két évvel később, miután a női főszereplőt, Sharon Tate-et brutálisan meggyilkolták Los Angeles-i otthonában, az élelmes (és haszonleső) forgalmazók újra bemutatták a filmet, amely ekkor már óriási érdeklődést keltett. 
A Vámpírok bálja népszerűsége azóta töretlen, 1997-ben musical készült belőle – Vámpírok bálja – melyet 10 évvel később Magyarországon is bemutattak. Magát a filmet a hazai közönség 1983 tavaszán láthatta először, amikor a budapesti Filmmúzeum a műsorára tűzte.

## A cselekmény
|  | Alább a cselekmény részletei következnek! |

„Azon az éjjelen, midőn behatolt Erdély szívébe, Abronsius professzor nem sejtette, milyen közel jár rejtélyes kutatásainak céljához. Utazásai során bejárta Közép-Európát, egyetlen hűséges tanítványa, Alfred kíséretében. Abronsius, a tudós kutató, az el nem ismert zseni, testét és lelkét arra áldozta, ami számára szent küldetést jelentett. Elveszítette tanszékét a königsbergi egyetemen, ahol kollégái csak »félnótás«-ként emlegették.”

Sarah fürdik (Sharon Tate és Roman Polański)

Abronsius és Alfred összefagyva érkeznek meg egy kis erdélyi falu fogadójába. A professzor rögtön észreveszi a mennyezetről lelógó fokhagymakoszorúkat, ami vámpírveszélyre utal. A fogadós azonban tagadja, hogy emiatt lenne ott a fokhagyma, és azt is cáfolja, hogy vár lenne a környéken. A professzorék szobát vesznek ki, melyhez egy fürdőszoba is tartozik, ahol érkezésük idején éppen a fogadós szépséges lánya, Sarah fürdik egy dézsában. Abronsius azon örvendezik, hogy egyre közelebb kerülnek a céljukhoz, a fiatal Alfredet azonban a tudomány helyett jobban érdekelné a bájos Sarah. A lányt apja, Shagal leszidja és alaposan elfenekeli a gyakori fürdés miatt. Este Alfred a vámpírokról olvas a professzornak, és megtudhatjuk, hogy a vérszívóknak nincsen tükörképük. A két férfi váratlanul motoszkálást hall a folyosó felől. Shagal az, aki titokban a fiatal cselédlány, Magda kamrájába igyekszik. A zajra viszont felkel a fogadósné is, és rögvest férje után indul. A fegyverként magával vitt szalámirúddal azonban a sötétben véletlenül a professzort üti le. 
Másnap egy ijesztő, púpos alak jelenik meg a fogadóban. Magda ahogy meglátja a férfit, azonnal az asztal alá bújik előle. Abronsius rájön arra, hogy a púpos egy újabb nyomot jelent, és arra utasítja Alfredot, hogy eredjen a nyomába. Alfred elrejtőzik a púpos férfi szánján. Indulás előtt a púpos meglátja az egyik ablakban Sarah-t. A szán elindul, majd a havas pusztaság közepén megáll, mert az úton feltűnik egy farkas. A púpos egy cseppet sem ijed meg az állattól, hanem rögtön utánaveti magát. Alfred csak fájdalmas vonyítást hall, néhány perc múlva pedig azt látja, hogy a púpos véres szájjal tér vissza a szánhoz. A halálra rémült vámpírvadász ijedtében leesik a járműről.
Este Sarah bekopogtat Alfredhoz. A professzor éppen alszik. A lány azt kéri, hadd fürödjön meg ismét a dézsában. Arról is beszél, hogy nem érti, apja miért aggatta tele fokhagymával az ő szobáját is. Közben az éjszakában a púpos ismét a fogadó felé tart: vele utazik a szánon gazdája, Von Krolock gróf. A fogadóban ezalatt Alfred azon töpreng, hogy vajon leskelődjön-e a kulcslyukon. A dézsában Sarah elszenderedett. Arra ébred, hogy a nyitott tetőablakon át hópihék hullanak a vízbe. A magasból egy idős férfi ereszkedik alá, és rátámad a lányra. Sarah sikítana, de a férfi befogja a száját, és éles metszőfogaival a lány nyakához hajol. Alfred végül rászánja magát arra, hogy bekukucskáljon a kulcslyukon. A látványtól a szava is elakad. Rémülten felébreszti a professzort. Mire Abronsius megérti, miről van szó, és együttesen behatolnak a fürdőbe, Sarah-nak már híre-hamva sincs. Csak a víz habján látható néhány vércsepp tanúskodik arról, hogy mi történt. Rövidesen megjelenik Shagal is. A tetőablakon keresztül kétségbeesve kiált az éjszakába, hogy a gróf úr adja vissza a lányát. A siránkozáshoz csatlakozik a felesége is, de minden hiába. A fogadós elszántan beleharap a fokhagymafüzérbe, és nekiindul, hogy visszaszerezze a lányát. Összefagyott tetemét másnap reggel hozzák vissza a falusiak. Abronsius felfedezi a vámpír harapásának nyomait a tetemen, a falusiak viszont arról beszélnek, hogy vadállatok végeztek a szerencsétlen Shagallal. Később a professzor megpróbálja rábeszélni a fogadósnét, hogy döfjön egy kihegyezett karót halott férje szívébe, nehogy az vámpírként feltámadjon, ám az asszony ostobaságnak tartja a tanácsot. Ezért éjszaka Abronsius és Alfred maga próbálja elvégezni ezt a feladatot. Nem járnak sikerrel, Shagal feltámad és elmenekül. Első útja Magda szobájába vezet: hiába tart a lány maga elé egy keresztet, hogy védekezzen a vámpír ellen. A fogadós végül elmenekül a vár irányába.
A professzor és segédje sítalpakon indul útnak, Shagal nyomait követve. Sikerül bejutniuk a várba, ahol a púpos férfi – Koukol – a vár urához kíséri őket. Von Krolock bevezeti a vendégeket a könyvtárba, miközben a denevérekről és az alvajárókról beszélget a professzorral. Találkoznak Von Krolock fiával, Herberttel, aki főleg Alfred iránt mutat kitüntetett érdeklődést. A vendégek egymásba nyíló szobákat kapnak, Abronsius azonban nem engedi meg, hogy az ijedős Alfred mellette hajtsa álomra a fejét. Koukol közben elkísérte Von Krolockot és Herbertet a kriptába, hogy gazdái nyugovóra térjenek a koporsóikban. A púpos inas nem engedi, hogy Shagal is a grófi kriptában feküdjön a koporsójába. Másnap a professzor és Alfred meg akarják keresni a kriptát, ahol Von Krolockék nyugszanak. Alfred ugyan inkább Sarah-t szeretné megtalálni, Abronsius szerint viszont a kripta a fontosabb. Meglesik Koukolt, aki éppen egy koporsót készít. Alfred emiatt azt hiszi, Sarah már halott, ám a professzor megnyugtatja, hogy ha ez így lenne, akkor a lány már egy kész koporsóban feküdne. Mivel a kripta bejáratát Koukol fejszével a kezében elállja, a professzorék kénytelenek más utat keresni. A magasból, a várfal havas és keskeny párkányán keresztül közelítik meg a kriptát. Alfred könnyedén becsúszik a keskeny várablakon keresztül, a professzor azonban beszorul a nyílásba. Nincs mit tenni, Alfrednek egyedül kell cselekednie, és hegyes karókat döfnie a halottak szívébe. A gyáva és kétbalkezes Alfred azonban elügyetlenkedi a dolgot. Már csak egy megoldás van: vissza kell másznia a várfalra, hogy kiszabadítsa a beszorult professzort.

A vámpírok bálján (balról: Sharon Tate, Roman Polański és Jack MacGowran)

Alfred útban a tető felé éneket hall a folyosó felől, és elindul a hang irányába. Az egyik szobában megtalálja Sarah-t, aki ismét fürdik. A lány elmeséli, hogy este bál lesz a várban, melyen boldogan részt venne gyönyörű új ruhájában, ezért csak holnap menne el a fiúval. Alfred hiába mondja neki, hogy holnap már késő lesz. Elfordul, hogy a lány ki tudjon mászni a dézsából, és felöltözzön. Mire újra megfordul, Sarah már eltűnt. Az ablakon keresztül Alfred meglátja a beszorult professzort, és rögtön eszébe jut, hová is indult eredetileg. Kiszabadítja ugyan Abronsiust, ám a vámpírölő eszközeiket tartalmazó táska a mélybe zuhan. Később Alfred ugyanazt az énekhangot hallja, mint korábban. Újra elindul a hang irányába, ám Sarah helyett Herbertet találja a dézsa mellett. A fiatalember megörül Alfred érkezésének, és gyengéd érdeklődést mutat iránta. A gyáva vámpírvadász észreveszi, hogy Herbertnek nincs tükörképe az ággyal szemközti tükörben. A vámpír rátámad, és Alfred alig bír elmenekülni előle. Abronsiussal együtt felmennek a toronyba, és onnan látják, amint megnyílnak a sírok, és az abból kikelő vámpírok elindulnak a bálba. Von Krolock kizárja a két férfit a toronyba, Abronsius azonban rájön a kiszabadulás módjára.

Sarah és Abronsius (Sharon Tate és Jack MacGowran)

A bálon Von Krolock különleges csemegét ígér az egybegyűlteknek. Nem csupán a szépséges Sarah-t, hanem újabb áldozatokat is. Abronsius és Alfred álruhában beosonnak a bálba, hogy kiszabadítsák Sarah-t. A forgatagban könnyedén közel kerülnek a lányhoz, és beavatják őt a tervbe. Már-már minden sikerül, de aztán lelepleződnek: a szalon nagy tükrében ugyanis csak hármójuknak van tükörképe. Menekülniük kell, és hogy lerázzák üldözőiket, a professzor és Alfred két szablya segítségével keresztet alkot a terem bejárata előtt. Sikerül eljutniuk a befogott lovasszánhoz, melyen korábban Shagal Magdát is a várba hozta. A haragos Von Krolock Koukolt küldi a szökevények után, de a púpos a mélybe zuhan, és a farkasok martaléka lesz. Sarah a szánon ülve bágyadtan dől Alfred vállára, aki szerelmes szavakat intéz hozzá. A lány fokozatosan magához tér, de már vámpír lett belőle, és elsőként fiatal imádója nyakát veszi célba. A kapálózó Alfréd hiába próbál jelet adni a bakon ülő, mit sem sejtő professzornak.
„Akkor éjjel, Erdélyből menekülvén, Abronsius professzor nem sejtette, hogy a Gonoszt viszi magával, melyet el akart pusztítani. Hála neki, a Gonosz végre elterjedhet az egész világon.”

## Háttér-információk

### Tündérmese
Miután Roman Polański fekete-fehérben forgatott lélektani horrorja, a Catherine Deneuve főszereplésével készült Iszonyat (1965) jelentős szakmai és közönségsiker volt, a rendező lényegesen kedvezőbb anyagi háttér mellett láthatott hozzá a Vámpírok bálja forgatásához. Első színes filmjét eredetileg „tündérmesé”-nek szánta, sok humorral és még több hóval, de a kötelezőnek tartott happy end nélkül. 
A Vámpírok bálja ötlete állítólag egy barátaival közös ausztriai sítúrán jutott az eszébe: elképzelt egy szánt, amint keresztülszeli a havas hegycsúcsokat. Állandó munkatársa, Gérard Brach forgatókönyvíró közreműködésével ezt a fantáziaképet bővítette ki különböző motívumokkal. Figyelembe vették a legismertebb vámpírlegendákat, ugyanakkor Polański nem felejtette el azt sem, hogy a második hazájának tartott Franciaországban a közönség akkoriban ijedség helyett inkább csak nevetett a rémisztőnek szánt horrorfilmeken. Ezért döntöttek úgy, hogy a történetet a humor felé viszik el, Abronsius professzor alakjával például állítólag egyenesen Albert Einstein személyét kívánták parodizálni. Martin Ransohoff amerikai producer megvásárolta Polański előző filmje, a Zsákutca (1966) amerikai forgalmazási jogait, és felajánlotta, hogy a Vámpírok bálja gyártásába bevonja az egyik legpatinásabb amerikai filmgyártó céget, az MGM-et. A nagy filmstúdió támogatása nemcsak a külső helyszíneken történő forgatást – a film Európában készült – tette lehetővé, hanem az anamorfikus eljárás használatát is (vagyis a képarány 2.35:1 volt), melyre Polański forgatás közben tért át, miután nem volt teljesen elégedett az addig rögzített anyaggal. A rendező az angol filmgyártás elismert szakembereit kérte fel a közreműködésre: az operatőr Douglas Slocombe lett, a díszlettervező Wilfred Shingleton, a táncjelenetek koreográfusa pedig Tutte Lemkow.

### A színész Polański
A kétbalkezes Alfred szerepét Polański saját magára osztotta. Ez volt az első eset, hogy főszerepet játszott saját játékfilmjében, és ezzel a Vámpírok bálja személyes vonásait kívánta hangsúlyozni. Nem volt egyébként tapasztalatlan a színjátszás területén sem, hiszen annak idején több lengyel filmben játszott kisebb szerepeket, így például jó barátja, Andrzej Wajda egyik korai alkotásában is. A Vámpírok bálja különösen közel állt a szívéhez – évekkel később is gyakran nyilatkozta, hogy saját filmjei közül ez a kedvence –, hiszen tulajdonképpen szerzői film volt: oroszlánrésze volt a forgatókönyv megírásában, saját elképzelései szerint rendezhetett, és maga játszhatta el Alfred szerepét is, ráadásul a munka élete egy boldog periódusában zajlott, amikor mind szakmai, mind magánélete kedvező irányba haladt. Alfred tulajdonképpen egy kafkai figura, mint maga Polański: külsőre jelentéktelen, kicsi és kiszolgáltatott.

### Sharon Tate
Polański eredetileg Jill St. Johnt választotta ki Sarah szerepére, Martin Ransohoff azonban ragaszkodott ahhoz, hogy a szerepet pártfogoltja, Sharon Tate kapja. A feltűnő szépségű lány modellként került a filmvilágba, és Ransohoff szeretett volna sztárt csinálni belőle. Tate-nek azonban nem volt semmilyen színészi képzettsége, ezért eleinte maga Ransohoff is csak kicsiny szerepeket bízott rá az általa finanszírozott produkciókban, hogy Sharon tapasztalatokat és gyakorlatot szerezzen. A Vámpírok bálja ideális lehetőség volt arra, hogy a sztárjelölt egy nagyobb, de képességeit meg nem haladó szerepben álljon a kamerák elé. Polański próbafelvételt készített a színésznővel, akire a szerep kedvéért vörös parókát adott. A végeredmény láttán hajlandó volt eleget tenni Ransohoff kívánságának. Eleinte ugyan türelmetlen volt a tapasztalatlan színésznővel, később azonban fenntartásai fokozatosan elmúltak. Tate önbizalmának (és alakításának) jót tettek Polański elismerő szavai, és a két fiatal művész között szerelem szövődött. Alfred és Sarah bimbózó kapcsolata a filmben valójában Roman és Sharon akkoriban kibontakozó szerelmét is visszatükrözi. 
A szerelmesek a premier után néhány héttel nagy médiafelhajtás kíséretében kötöttek házasságot Londonban. Úgy tűnt, boldogságuk idilli és tökéletes, melyet gyerekáldás fog kísérni, a tündérmese azonban a valóságban is horrorba váltott át: a 8 és fél hónapos terhes színésznő 1969. augusztus 8-án éjjel brutális mészárlás áldozata lett a Los Angeles-i bérelt villájában tartózkodó négy másik személlyel együtt. Polański nem volt otthon, új filmje előkészítésére Angliába utazott. A Sors iróniája, hogy Tate borzalmas halála árán lett olyan világsztár, amilyen életében szeretett volna lenni, és tragédiájával hozzájárult ahhoz is, hogy a férje által rendezett Vámpírok bálja kultuszfilmmé váljon.

### A forgatásról
A filmet eredetileg Ausztriában akarták forgatni, de a stábnak az utolsó pillanatban Olaszországba kellett áttelepülnie, ahol a Dolomitokban fekvő kicsiny, síelésre alkalmas üdülőhelyen, a grödeni St. Ulrich-ban (Ortisei) forgattak. Nagyon kevés idő állt rendelkezésre, hogy a forgatási menetrendet a helyszín megváltozásának megfelelően átdolgozzák, viszont az olasz törvények miatt olasz alkalmazottakat is fel kellett venniük a stábba. Gene Gutowski, a film európai producere szerint az olaszok valósággal kirabolták a produkciót.
A film képi világán az orosz kultúra hatása fedezhető fel. A havas, mesébe illő táj egyrészt a híres orosz mesefilmkészítő, Alekszandr Ptusko alkotásainak, másrészt az orosz–zsidó festő, Marc Chagall festményeinek vizuális stílusát idézi. (A festőre utal a filmbéli fogadós neve is: Shagal.) Egyes elemzők szerint a történet szimbolikus értelemben ugyancsak orosz vonatkozású: a nyilvánvalóan zsidó falucskát vámpírok tartják rettegésben és tizedelik meg, és mindez haloványan azokra a pogromokra is utalhat, melyeket a cári Oroszországban a kozákok követtek el a zsidók ellen. Más elemzők más szimbolikát vélnek felfedezni a cselekményben: szerintük a sztori Lengyelország német megszállását szimbolizálja, melyet Polański gyermekként élt át Krakkóban. A Vámpírok bálja nem zárja ki ezt az értelmezést sem, hiszen végeredményben a történetet úgy is összefoglalhatjuk, hogy benne a gyermekkor ártatlanságát és tisztaságát idéző idill kerül veszélybe fenyegető külső erők (a vámpírok) által. A német megszállásra utaló értelmezés megerősíti a film személyes vonatkozásait is, melyekről fentebb már volt szó. Ugyanakkor hangsúlyozni kell, hogy ezek a jelentéstartalmak nem tudatosan kerültek a filmbe, hiszen Polański eredeti elképzelései semmiféle politikai felhangot nem tartalmaztak. A rendező egyébként egyszer azt nyilatkozta, hogy filmjeinek semmilyen „üzenete” nincsen, mert üzengetésre ő a postát szokta használni.
Abronsius és Alfred öltözetét az alkotók Friedrich Wilhelm Murnau Nosferatu (1922) és Carl Theodor Dreyer A vámpír (1932) című klasszikus alkotásai alapján tervezték meg, és e filmek főszereplői hatással voltak Von Krolock gróf alakjának kidolgozására is. A díszletek megépítésénél figyelembe kellett venni az előre kiötlött gegeket is. Ennek jó példája az a jelenet, melyben Herbert von Krolock rátámad Alfredra. A vámpírvadász menekülőre fogja, és még akkor is sietve hátrál üldözője elől, amikor az már nincs is a nyomában. Így tehát észre sem veszi, hogy folyamatos hátrálásának köszönhetően végül ugyanott kötött ki, ahonnan elindult, és ahol Herbert türelmesen várja. Ehhez a geghez a díszlettervezőnek a vár folyosóját és udvarát négyszögletűre kellett terveznie.

### Az amerikai változat
Martin Ransohoff már a forgatás elején kikötötte, hogy magának kívánja fenntartani az utolsó vágás jogát az Egyesült Államokban, mivel jól ismeri az amerikai közönséget, és kasszasikert tud csinálni a filmből. Polański beleegyezett ebbe a kívánságba, de ragaszkodott ahhoz, hogy a nemzetközi változatot illetően övé legyen az utolsó szó. A fogadtatás Polańskit igazolta. Ő ugyanis a teljes, 108 perces változatot hagyta jóvá, ami Európában szép sikert aratott. Ransohoff azonban hosszúnak találta ezt a játékidőt, és körülbelül 20 percet kivágott belőle. Mivel a mű így meglehetősen zavarossá vált, Ransohoff a kivágott részek hosszával közel megegyező terjedelemben egy bevezetőt készíttetett hozzá, amelyben lényegében elmagyarázzák a film számos gegjét. Szinkronizáltatta Jack MacGowran és Polański hangját, sőt részben új szövegeket is íratott a figurák számára. Polański borzalmasnak találta az összekaszabolt és toldalékkal ellátott verziót, és őszintén remélte, hogy az MGM nem engedi a filmet ebben a formájában bemutatni. Tévedett. Megpróbálta levetetni a nevét a csonkított változatról, ám a szerződése ezt nem tette lehetővé. Az ugyan elégtételt jelentett számára, hogy a teljes verzió külföldön sikeres volt, ám annak nem tudott örülni, hogy az amerikai közönség csak a rövidített változatot ismerhette meg. Az új évezredben egyébként olyan információk is megjelentek, hogy a Vámpírok bálja kínos amerikai változatáért valójában nem Ransohoff a felelős, hanem az MGM nagy hatalmú alkalmazottja, Margaret Booth, aki számos más filmet is átszerkesztett kolléganője, Merle Chamberlain közreműködésével.

### Érdekességek
- Von Krolock várában az ősök portréi között egy meglehetősen csúnya öreg hölgy arcképe is látható. A képet Leonardo da Vinci egyik vázlata ihlette, amelyről a XVIII. század óta azt feltételezik, hogy Margarete Maultascht, Tirol grófnőjét (1318–1369) ábrázolja.
- Alfred várbeli hálószobájában III. Richárd angol király arcképe látható, aki 1483 és 1485 között uralkodott.
- A vár csarnokának falfestménye Id. Pieter Brueghel A halál diadala című, körülbelül 1562-ben keletkezett festményének motívumai alapján készült.
- A film egyik jelenetében Alfred eltorlaszolja várbeli szobája ajtaját, mert attól fél, hogy a vámpírok bejutnak hozzá. Az ajtó eltorlaszolásának motívuma megjelent már az Iszonyatban is, illetve visszatér majd A lakóban (1976) is.
- A Von Krolockot játszó Ferdy Mayne 20 évvel később szerepelt Polański másik filmparódiájában, a Kalózokban (1986) is, ami a rendező pályafutásának talán legnagyobb bukása volt, és amelyet mellesleg szintén forgalomba hoztak rövidített változatban.

## Magyar kritikai visszhang
„Horror-paródia – mondhatnánk felületesen, pedig nemcsak az, talán nem is elsősorban az. Polański 1967-es vámpírfilmje a maga nemében éppoly jó, mint Werner Herzog később készült melankolikus, szép Nosferatuja. Többrétegű film. Valóban kikacagtatja a babonák denevérmisztikumát: a pókháló baldachinként feszül benne nyikorgó ágyak fölött; szűkölő ordast hajszol, majd vérmaszatos pofával csettint a jóllakott vérszopó, a földszagú sírlakók rokokó ruhákban járják a francia négyest. Még von Krolock gróf, a kísértetkastély szörnyeteg ura sem vehető komolyan: zavartan ejti vissza sátáni vigyorra ránduló felsőajkát vámpíragyarára. Mintha protézisét szégyellné hölgytársaságban.”

(Greskovits Béla: Vámpírok bálja. In: Filmvilág 1983/06, 51. oldal)
„Sajnos a séma megnemesítéséről, a vámpírtéma átintellektualizálásáról itt alig beszélhetünk, s még abban sem igen kereshetünk mentőkörülményeket, hogy Polański a Dracula-filmek paródiáját csinálta meg. Itt-ott ugyan viccet elfelejtve, merészen és jótékonyan belefeledkezik a konvencióba (például a bálra egybegyűlt vámpírok táncának bizarran kísérteties jelenetében), másfelől pedig némi ironikus fölény jeleként könyvelhetjük el a film szándékolt régiességeit, a színészi játék burleszkfilmes csetlés-botlását, a »kulisszásra« fényképezett helyszíneket, a színes technika tudatosan öreges tökéletlenségét, de az összhatás nem több a nézhető, kontrolltalanabb pillanatainkban élvezhető, bár végül is konvencionális paródiánál a konvencióról.”

(Takács Ferenc: Szertartás és irónia – Roman Polański portréjához. In: Filmvilág 1985/12, 35. oldal)

## Főszereplők
- Jack MacGowran – Abronsius professzor (Szersén Gyula)
- Roman Polański – Alfred, Abronsius segédje (Fekete Zoltán)
- Alfie Bass – Yoine Shagal, a fogadós (Makay Sándor)
- Jessie Robins – Rebecca Shagal, a fogadósné (Czigány Judit)
- Sharon Tate – Sarah Shagal (Nyírő Bea)
- Ferdy Mayne – Von Krolock gróf (Vass Gábor)
- Iain Quarrier – Herbert von Krolock (Faragó József)
- Terry Downes – Koukol, Krolock szolgája (Bor Zoltán)
- Fiona Lewis – Magda, Shagal cselédlánya (Kiss Erika)
- Ronald Lacey – a falu bolondja (?)
- Sydney Bromley – a kocsis (?)
- Andreas Malandrinos, Otto Diamant, Matthew Walters – favágók (?, ?, ?)

## Szaturnusz-díj
- 2005 jelölés Legjobb klasszikus film DVD-n